# LFO (Band)
LFO war ein britisches Electronica-Projekt aus Leeds. Der Name ist eine Abkürzung der Synthesizer-Modulationsquelle Low Frequency Oscillator. LFO war zu Beginn der 1990er eine der ersten Bands des abstrakteren, teilweise nur bedingt tanzflächentauglichen Technosounds, der unter anderem im Umfeld von Warp Records entstand und zunächst als „Bleep & Clonk“ bezeichnet wurde.

## Werdegang
Gründungsmitglieder waren Gez Varley und Mark Bell, die sich 1984 bei einem Breakdance-Contest in Leeds kennengelernt hatten.
Ihre erste gemeinsame Demo, den gleichnamigen Track LFO, gaben sie an die befreundeten Produzenten von Nightmares on Wax weiter, über die der Track den Weg in die Clubs fand. Die Popularität, die LFO dort erreichte, führte dazu, dass sie 1990 von Warp Records unter Vertrag genommen wurden. Die kurze Zeit später veröffentlichte Single verkaufte sich über 130.000 mal und erreichte auf Anhieb die britischen Charts.
Anschließend an den Erfolg von LFO und der nachfolgenden Veröffentlichung We Are Back veröffentlichten LFO 1991 ihr erstes Album Frequencies, was damals für ein Techno-Projekt noch eine Seltenheit war. Später übernahm LFO Produktions- und Remixaufträge für u. a. Afrika Bambaataa, Björk, Radiohead, Depeche Mode, Laurent Garnier und Andrew Weatherall (The Sabres of Paradise).
Auf Anregung des Labels gingen LFO auf eine kurze Tour. Doch bereits der dritte Auftritt endete in einer Prügelei zwischen Bell und Varley auf der Bühne, die angeblich vom Erfolgsdruck zermürbt waren. Gez Varley verließ LFO 1997. Seither führte Mark Bell LFO als Soloprojekt bis zu seinem Tod im Oktober 2014 weiter.

## Diskografie (Auswahl)
Die meisten Veröffentlichungen erschienen auf Warp Records und wurden in Deutschland über Rough Trade Records vertrieben.
Studioalben
- 1991: Frequencies (Warp Records)
- 1996: Advance (Warp Records)
- 2003: Sheath (Warp Records)

Singles und EPs
- 1990: LFO (Warp Records)
- 1991: Love Is the Message / Tan Ta Ra (Tommy Boy Music)
- 1991: We Are Back (Warp Records)
- 1991: What Is House? (Warp Records)
- 1994: Tied Up (Warp Records)
- 1994: LFO Versus F.U.S.E. – Loop (Plus 8)
- 2003: Freak (Warp Records)
- 2005: LFO / AFX – Untitled (Warp Records)
- 2019: Peel Session (Warp Records)